# Pekat District
Pekat District (indonesiska: Kecamatan Pekat) är ett distrikt i Indonesien.   Det ligger i kabupatenet Kabupaten Dompu och provinsen Nusa Tenggara Barat, i den centrala delen av landet, 1 200 km öster om huvudstaden Jakarta.